# Stethomostus fuliginosus
Stethomostus fuliginosus är en stekelart som först beskrevs av Franz Paula von Schrank 1781.  Stethomostus fuliginosus ingår i släktet Stethomostus, och familjen bladsteklar. Arten är reproducerande i Sverige.